# مسجد عمر بن الخطاب (طولكرم)
مسجد عمر بن الخطاب أو المسجد العمري أو المسجد القديم، هو أحد المعالم الدينية والتاريخية في فلسطين، يقع في مدينة طولكرم القديمة بالضفة الغربية، وهو أقدم وأول مسجد أُقيم في المدينة، وأحد أقدم مساجد فلسطين.

## التاريخ
يتربع المسجد في أعلى منطقةٍ ارتفاعًا في قلب البلدة القديمة بمدينة طولكرم (قصبة المدينة القديمة)، وبحيث كان المسجد مركز المدينة الرئيسي الذي يتوسط ويجمع أحياء المدينة كافة، وكان المسجد المركز الرئيسي الأول للأنشطة الدينية في المنطقة، وتعود النواة الأولى للمسجد مُنذ زمن دولة الخلافة الراشدة قبل مئات السنين، وشهد المسجد توسعاتٍ مُتعددة في حقبٍ وعصورٍ زمنية مُختلفة.
في القرون الثالث عشر والرابع عشر والخامس عشر شجعت الدولة المملوكية على انتشار الطرق الصوفية في مسجد طولكرم، ثم في القرون التي تلت ذلك فقد شجعت الدولة العثمانية هي الأخرى أيضًا على اتباع الطرق الصوفية في المسجد،
في عام 1837 من عهد الدولة العثمانية ضرب زلزال المنطقة، وتعرضت مدينة طولكرم لدمارٍ هائلٍ، وتعرض المسجد ومئذنته للتدمير، وقُتل نصف سكان المدينة إثر الزلزال، إذ وقع الزلزال خلال شهر رمضان قبل عشرِ دقائق من موعد الإفطار، حيث جميع العائلات المُسلمة بالمدينة تتجمع إما في المسجد أو حول موائد الإفطار في منازلها. أُعيد بناء وافتتاح المسجد بعد الزلزال، وفي عام 1892 أُعيد بناء وتطوير المسجد بشكله الحالي القائم حتى اليوم.

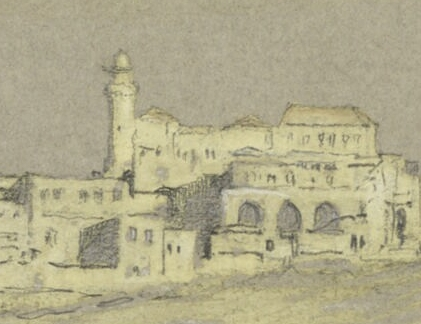
المسجد خلال الحرب العالمية الأولى (1914–1918)

لعب المسجد دورًا كبيرًا في الحياة السياسية والاجتماعية والتعليمية والدينية والحركة العلمية في طولكرم وعموم فلسطين؛ فكانت مُظاهرات الحركة الوطنية الفلسطينية تخرج من المسجد ضد الانتداب البريطاني على فلسطين عام 1917، وقد تَخَرَّجَ من المسجد الكثير من رجالات فلسطين في السياسة والدين والأدب كان من أبرزهم السياسي الفلسطيني أحمد الشقيري مُؤسس منظمة التحرير الفلسطينية وأول رئيسٍ لها.
في عام 1931 زار الزعيم الإسلامي الهندي شوكت علي المسجد في إطار تنسيق المواقف الرافضة للانتداب البريطاني على فلسطين حيث ألقى خطابًا في المسجد بحضور مئات الفلسطينيين، وقد كان في استقباله السياسي الفلسطيني المسيحي خليل صباغ من طولكرم الذي ألقى هو الآخر خطابًا له في المسجد.
في عام 2002 وخلال الاجتياح الإسرائيلي إثر عملية الدرع الواقي الإسرائيلية فقد تعرض المسجد لأضرارٍ عديدة.
في فبراير 2011 بدأت عملية ترميم وتأهيل شاملة وكبيرة للمسجد بإشرافٍ ومساهمةٍ رسمية من كُلٍ من بلدية طولكرم ووزارة الأوقاف والشؤون الدينية الفلسطينية ومحافظة طولكرم ومؤسساتٍ رسمية وأهلية أخرى والمُجتمع المحلي، وانتهت الأعمال في مايو 2011 حيث اُفتتح المسجد في 25 مايو 2011 بعد إعادة تأهيله بحضور وزير الأوقاف الفلسطيني محمود الهباش وشخصياتٍ أخرى.

## نظرة من الداخل
يتكون المسجد من طابقين يضمان مصلى الرجال الرئيسي والذي يتسع لأكثر من 1000 مصلي ومصلى النساء الذي يتسع لبضعِ مئاتٍ من المُصليات، إلى جانبِ دوراتٍ للمياه، ويحتضن المسجد في الطابق العلوي مركزًا لتحفيظ القرآن إلى جانبِ مقرٍ لدائرة العمل النسائي التابعة لوزارة الأوقاف والشؤون الدينية الفلسطينية.
وللمسجد ساحة رئيسية قديمة أرضيتها من الحجارة تقع عند مدخلي المسجد من الجهة الغربية ويتقدمها درجاتٍ، وتعلو المسجد مِئذنة سداسية الأضلاع.

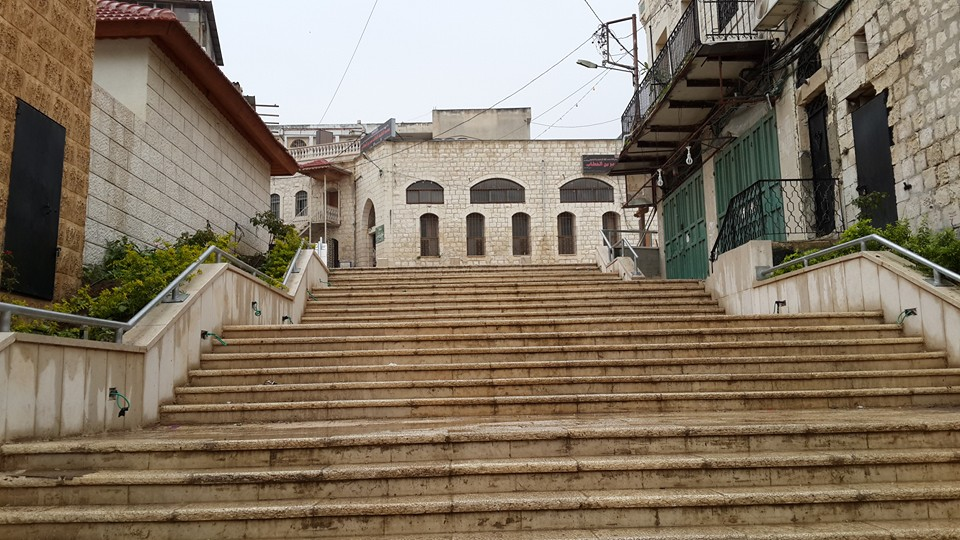
الجانب الغربي للمسجد ويظهر المسجد ودرجاته وساحته الرئيسية القديمة
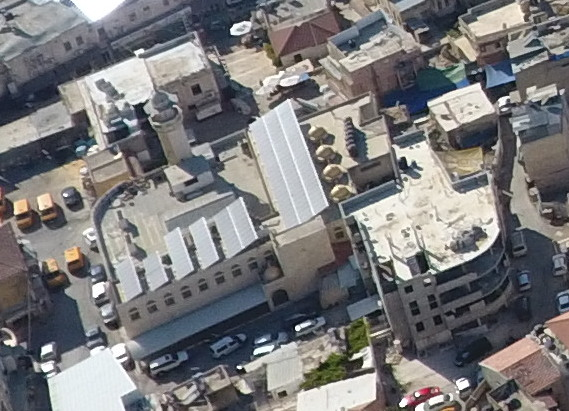
صورة جوية للمسجد

## معرض صور

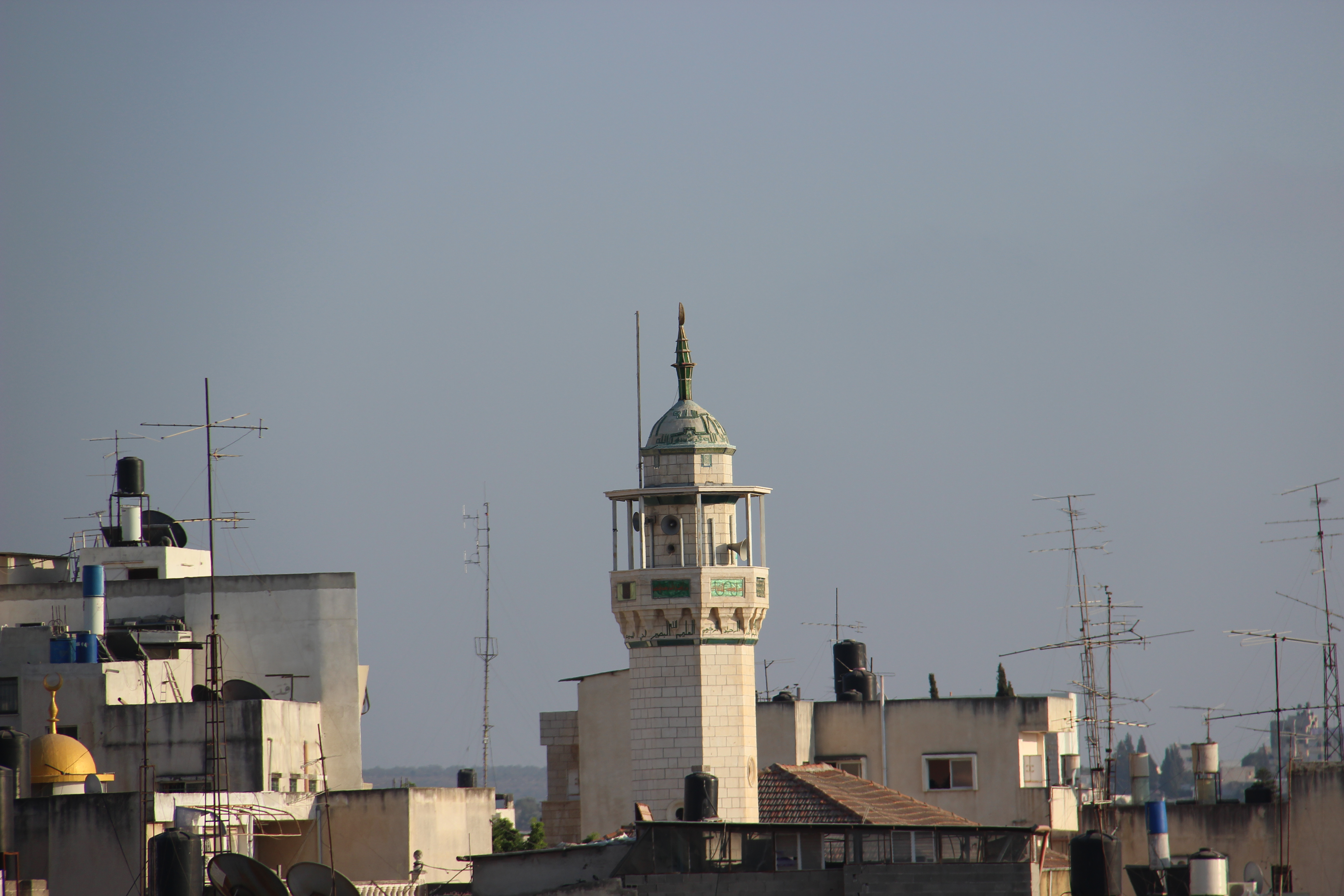
مِئذَنة المسجد
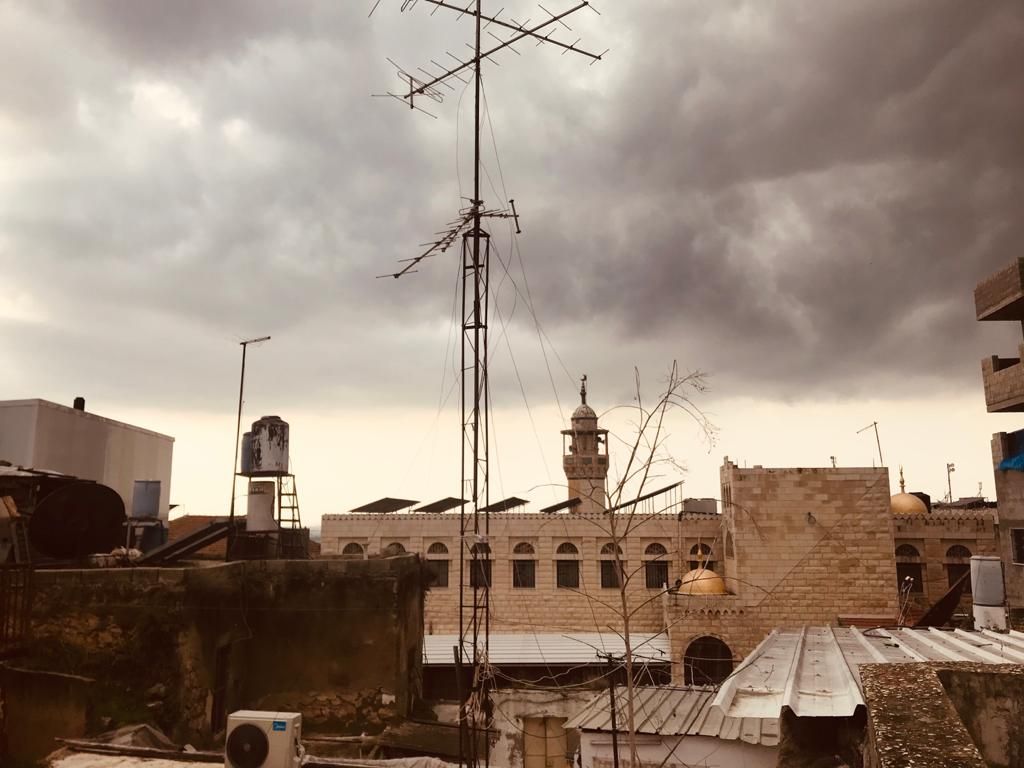
الجانب الشرقي من المسجد
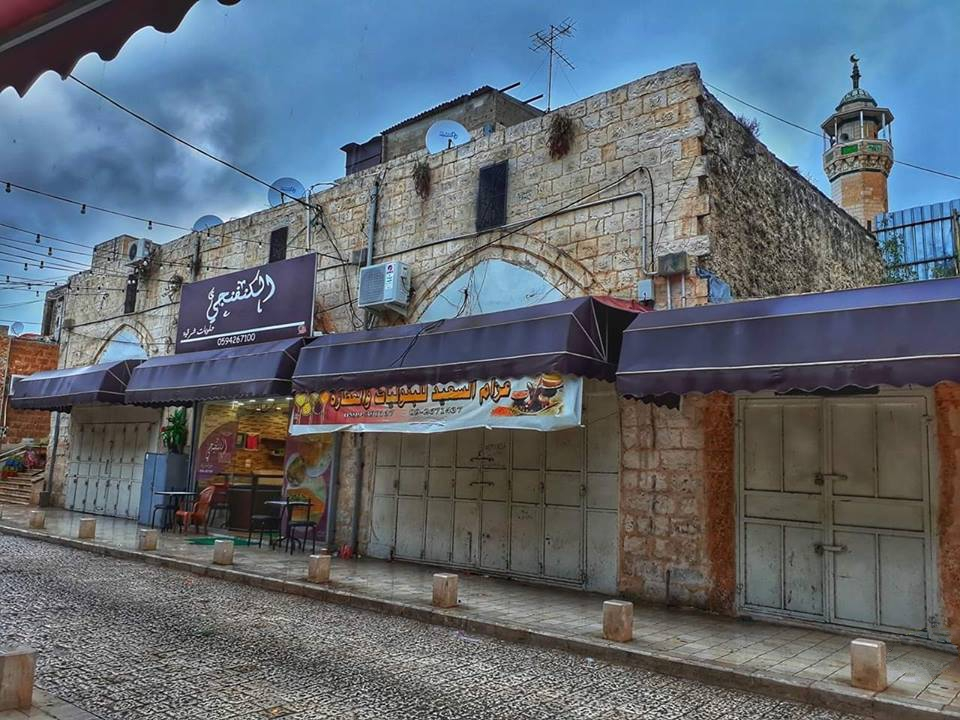
المسجد متوسطًا البلدة القديمة بطولكرم
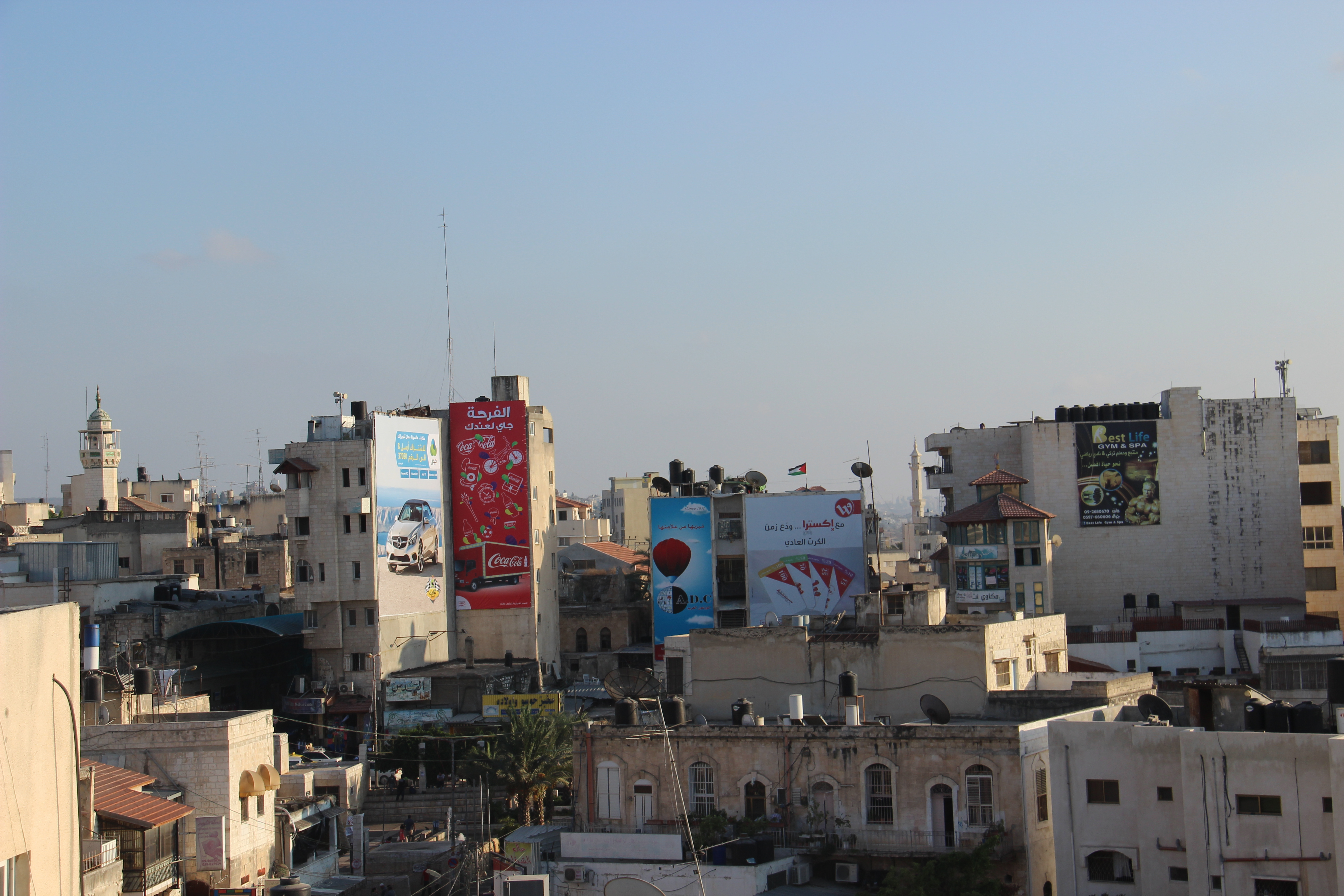
البلدة القديمة بطولكرم تعلوها مِئذَنة المسجد

## وصلات خارجية
- تقرير التلفزيون الفلسطيني الرسمي عن المسجد، 2018 على يوتيوب
- صورة نادرة للمسجد خلال فترة الانتداب البريطاني